# フェルディナンド・デジョルジ
フェルディナンド・デジョルジ（Ferdinando De Giorgi, 1961年10月10日 - ）は、イタリアの元男子バレーボール選手、指導者。元イタリア代表。

## 来歴
スクインツァーノ出身。1981年、当時セリエA2のウジェントへ入団し、1983年のクラブのA1昇格に貢献する。1986年にモデナへ移籍し、1987年にリーグ優勝を飾った。
1987年6月30日、モンペリエで行われたフランス戦で代表デビューを飾り、イタリア代表の歴代6位に当たる通算330試合に出場。1990年代の世界選手権3連覇、ワールドリーグ5度優勝、1989年欧州選手権の優勝に貢献するなど、2002年に代表を退くまでナショナルチームのセッターとしても活躍した。
現役時代の2000年、当時所属していたセリエA・クーネオの選手兼任監督に就任。引退後、バレーボール指導者の道を歩む。2003年に監督就任したペルージャでは、A1昇格3年目の2004-2005シーズンにリーグ準優勝へ導き、監督としての手腕を発揮した。
2005年、マチェラータの監督に就任。2006年、クラブにとって初めてとなるセリエAのリーグ優勝へと導いた。
2021年、東京オリンピック後にイタリア代表チームの監督に就任。

## 球歴
- オリンピック - 1988年（9位）
- 世界選手権 - 1990年、1994年、1998年（金メダル）
- ワールドカップ - 1989年（銀メダル）
- ワールドリーグ - 1990年、1991年、1992年、1994年、1995年（優勝）
- 欧州選手権 - 1989年（優勝）

## 所属クラブ
- ファルキ・ウジェント（1981-1986年）
- パニーニ・モデナ（1986-1987年）
- ガベカ・モンティキアーリ（1987-1990年）
- ペトラルカ・パドヴァ（1990-1992年）
- パッラヴォーロ・ファルコナーラ（1992-1994年）
- クーネオVBC（1994-1997年）
- ガベカ・モンティキアーリ（1997-2000年）
- ピエモンテ・バレー（2000-2002年）

## 指導歴
- ピエモンテ・バレー（2000-2003年）
- ペルージャ・バレー（2003-2005年）
- ルーベ・マチェラータ（2005-2010年）
- UVサン・ジュスティーノ（2011-2012年）
- ファケル・ノヴィ・ウレンゴイ（2012-2014年）
- カッリポ・ヴィボ・ヴァレンツィア（2014-2015年）
- ザクサ・ケンジェジン・コジレ（2015-2017年）
- ポーランド男子代表（2017年）
- ヤストジェンブスキ・ヴェギエル（2018年）
- ASバレー・ルーベ（2018-2021年）
- イタリア男子代表（2021年-）